# Flushing (Ohio)
Flushing es una villa ubicada en el condado de Belmont en el estado estadounidense de Ohio. En el Censo de 2010 tenía una población de 879 habitantes y una densidad poblacional de 552,74 personas por km².

## Geografía
Flushing se encuentra ubicada en las coordenadas 40°8′53″N 81°3′52″O / 40.14806, -81.06444. Según la Oficina del Censo de los Estados Unidos, Flushing tiene una superficie total de 1.59 km², de la cual 1.59 km² corresponden a tierra firme y (0%) 0 km² es agua.

## Demografía
Según el censo de 2010, había 879 personas residiendo en Flushing. La densidad de población era de 552,74 hab./km². De los 879 habitantes, Flushing estaba compuesto por el 97.61% blancos, el 1.37% eran afroamericanos, el 0.23% eran amerindios, el 0% eran asiáticos, el 0% eran isleños del Pacífico, el 0% eran de otras razas y el 0.8% pertenecían a dos o más razas. Del total de la población el 0.68% eran hispanos o latinos de cualquier raza.